# Juliette Landi
Juliette Landi (3 de abril de 2007) es una deportista francesa que compite en saltos de trampolín. Ganó una medalla de bronce en el Campeonato Europeo de Natación de 2024, en la prueba de trampolín 3 m sincro.

## Palmarés internacional
| Campeonato Europeo | Campeonato Europeo | Campeonato Europeo | Campeonato Europeo   |
| Año                | Lugar              | Medalla            | Prueba               |
| ------------------ | ------------------ | ------------------ | -------------------- |
| 2024               | Belgrado (Serbia)  | Medalla de bronce  | Trampolín 3 m sincro |